# Paralimna pupulata
Paralimna pupulata är en tvåvingeart som beskrevs av Cresson 1939. Paralimna pupulata ingår i släktet Paralimna och familjen vattenflugor. Inga underarter finns listade i Catalogue of Life.